# Cas Emarsa
El cas Emarsa és un cas de presumpta corrupció política en la gestió de l'Empresa Metropolitana d'Aigües Residuals de València, SA (EMARSA), una societat pública, sobre la qual s'investiga un frau de 26 milions d'euros entre 2004 i 2010. Es troben 31 persones imputades i entre elles destaca Enrique Crespo (PP), exalcalde de Manises, exvicepresident 2n de la Diputació de València, diputat provincial i president d'Entitat Metropolitana de Serveis Hidràulics (EMSHI), la qual posseïa el 100% de les accions d'EMARSA. En l'actualitat, aquest procés es troba en fase d'instrucció, investigat pel magistrat Vicente Ríos Segarra, titular del Jutjat d'Instrucció número 15 de València.

## Persones imputades
En l'actualitat existeixen 31 persones imputades.

### Polítics
A les persones que tenien encomanada la funció d'administració i gestió d'Emarsa, se'ls imputen quatre delictes contra la Hisenda Pública, un delicte comptable i un delicte continuat de falsedat en document mercantil.
- Enrique Crespo Calatrava (PP), president d'Emarsa, exalcalde de Manises, vicepresident 2n de la Diputació de València.
- Esteban Cuesta Enguix (PP), gerent d'Emarsa (2004-2010)
- Enrique Arnal (PP), director financer d'Emarsa (1996-2010). Imputat per malversació, frau continuat i delictes societaris.
- Adolfo Polo (PP), cap de medi ambient d'Emarsa (1996-2010), al mateix temps que treballador de l'empresa Iris, la qual facturava a Emarsa per al tractament de llots
- María Paz García Martínez
- Víctor Manuel García Martínez
- Sebastián García Martínez, cap de departament d'Informàtica d'Emarsa
- Luis Botella de las Heras (PP), tinent d'alcalde de Montcada.
- José Juan Morenilla, exgerent de l'Entitat Pública de Sanejament d'Aigües Residuals (Epsar)
- Ignacio Bernácer, cap del departament d'explotació de l'Epsar

### Empresaris
Empresaris vinculats a les mercantils Grupo Mas, Arrima, Gea, Mantenimientos Valmasmark, SL, Construcciones y Reformas Rocafort, SL, Sofitec Informàtica, Hispayás y Microprocesadores Valencia, SL.
- Jorge Ignacio Roca, administrador de diferents empreses (Etwas Eigentlich, Erwinin, Zonday Investments, Agrolemos YN, Samperini i Printergreen) dedicades a la gestió de llots i que facturaren a Emarsa una xifra superior en 10 milions d'euros al preu que realment costava el servei. Se l'imputa un delicte de malversació, quatre delictes contra la Hisenda Pública i un delicte continuat de falsedat documental. Es troba en parador desconegut i existeix una ordre europea de detenció contra ell.[3]
- Antonio José Arnal (germà d'Enrique Arnal), administrador de l'empresa Arrima SL, la qual facturà a Emarsa 188.000 euros per cursos de formació sota sospita de no haver-se impartit realment o d'haver estat facturats per moltes més hores i molts més alumnes dels que realment tingueren.[4]
- Sebastián García, administrador de Microprocesadores Valencia, SL i Sofitec
- José Luis Sena, gerent de Notec, ha estat imposat una fiança de 5.700.000 euros
- propietari de Viajes Benimàmet
- Eva Marsal, parella d'Enrique Arnal quan van succeir els fets
- José Carlos Millán Martínez
- Daniel Calzada, administrador de l'empresa Rehabilita Aqua S.L
- Aurora Cubillos, administradora de l'empresa Agrología Ecológica, la qual estava participada en un 30% per Adolfo Polo, cap de Medi Ambient d'Emarsa.
- Olga del Pozo, esposa de Adolfo Polo (cap de Medi Ambient d'Emarsa), administradora de l'empresa Iris Tractaments, per a la qual treballava el mateix Adolfo Polo.

## Persones que han estat imputades
- José Alcácer García, regidor del PP d'Albuixec, es sobreseu la seua imputació el 28 de gener de 2014.[5]

## Comissió d'investigació a les Corts Valencianes
Es crea una comissió d'investigació a les Corts Valencianes per tractar d'aclarir les responsabilitat polítiques.
El 18 d'abril de 2012 s'inicien les compareixences en la comissió d'investigació a les Corts Valencianes sobre el cas Emarsa:
- El primer compareixent ha estat Ramón Marí (PSPV), que va ser sotssecretari primer d'Emarsa, i que era i és l'alcalde d'Albal. Ell va ser la primera persona que va denunciar les irregularitats davant la Justícia. En la comissió d'investigació ha afirmat que haurien d'haver comparegut "la senyora Barberá, el senyor Cotino i els senyors Crespo i Cuesta, que són els que saben la veritat de tota la trama".
- El segon compareixent ha estat Manuel Corredera (PPCV), que era sotssecretari segon d'Emarsa, exalcalde de Mislata i portaveu del PP en la Emshi.

## Cronologia
- 4 de gener de 2012: El titular del Jutjat d'Instrucció número 5 de València, Vicente Ríos, dicta acte mitjançant el qual amplia en 8 el nombre de persones imputades (fins a un total de 28 persones) i amplia també els delictes imputats: quatre delictes contra la Hisenda Pública, delicte comptable i falsedat documental.[6] També ordena l'avariguació exhaustiva del patrimoni de les persones imputades, així com dels seus familiar més pròxims. Un informe d'Hisenda xifra en aproximadament 2,5 milions d'euros els diners defraudats per l'IVA del període 2006-2009.

- 11 d'abril de 2012: El jutge d'instrucció imputa dos als càrrecs de la Generalitat Valenciana, José Juan Morenilla Martínez, gerent d'Epsar fins al 2010, i Ignacio Bernácer Bonora, director d'explotació d'Epsar.[2][7][8][9][10]

- 22 de novembre de 2012: El jutge d'instrucció imputa Enrique Crespo Calatrava, així com el seu germà i els seus pares, pel presumpte delicte d'alçament de béns (insolvència punible).[11][12] El jutge considera que hi ha indicis que Crespo distribuí entre els seus familiars fins a 22,7 milions d'euros en dècims de loteria de Nadal per a evitar que li fossen embargats.

- 28 de febrer de 2013: L'imputat Esteban Cuesta presenta davant el jutge instructor una declaració d'autoinculpació.[13] En aquesta assenyala que Emarsa finançà el PP de València amb 100.000 euros. Aquests diners haurien estat entregats en efectiu, en pagaments fraccionats, per Santos Peral Martín (secretari del PP del districte de Patraix de València, que treballava per a Emarsa) a Silvestre Senent Ferrer (que era secretari general del PP de València i que actualment és edil d'Hisenda de València). Segons la declaració, aquests diners foren utilitzats per pagar un sopar d'homenatge als afiliats del PP al restaurant Alameda Palace.

- 5 de març de 2013: El jutge instructor Vicente Ríos Segarra obre la investigació al presumpte delicte de finançament il·legal del PP de València. Mitjançant una providència, requereix al restaurant Alameda Palace que informe si entre 2005 i 2006 ha realitzat un sopar d'homenatge a afiliats del PP de València i que entregue les factures i identifique la persona que les pagà.[14]

- 28 de gener de 2014: El jutge instructor acorda el sobreseïment provisional i parcial de la imputació de José Alcácer García, regidor del PP d'Albuixec.[5]

- 21 de febrer de 2014: El jutge instructor bloqueja 12,4 milions d'euros dels comptes bancaris dels pares i el germà d'Enrique Crespo Calatrava, ja que hi ha indicis de què aquests diners poden procedir del premi de la loteria del qual Enrique Crespo Calatrava pogué posseir fins a 100 dècims, fet que tractà d'ocultar a la investigació mitjançant l'ajuda dels seus familiars.[15]

- 24 de febrer de 2014: El germà d'Enrique Crespo Calatrava recusa el jutge instructor adduint que té interessos directes o indirectes,[16][17] i el jutge instructor decideix elevar la recusació a l'Audiència Provincial de València, apartar-se de la instrucció d'eixa peça separada de la causa i demanar l'Audiència Provincial de València que nomene un jutge substitut per instruir eixa peça fins que l'Audiència Provincial de València resolga la recusació.[18][19]

- 7 de maig de 2014: El jutge instructor ordena l'embargament dels plans de pensions i diversos comptes corrents d'Enrique Crespo.[20]

- 4 de juny de 2014: El jutge instructor del cas dona per finalitzada la instrucció i dicta l'aute de transformació de procediment pels presumptes delictes de malversació de cabals públics, prevaricació administrativa, falsedat, suborn i blanqueig de capitals.[21][22]